# Psammophis cornusafricae
Psammophis cornusafricae — вид неотруйних змій роду піщана змія (Psammophis) родини піщаних змій (Psammophiidae). Описаний у 2023 році.

## Назва
Біноміальна назва Psammophis cornusafricae перекладається як «піщана змія Африканського Рогу».

## Поширення
Ендемік Сомалі.

## Опис
Від сестринського таксона Psammophis tanganicus відрізняється такою комбінацією морфологічних ознак: 11 підгубних лусок; 9 надгубних лусочок, три з яких стикаються з оком; ніздрю, проколоту між двома носами однакового розміру; 15 передніх дорсальних лусочок; 14–15 серединних спинних; 11 задніх спинних; 146—158 вентральних лусок; 95–100 підхвостових. Тіло коричневе, сіре або бежеве з ледь помітною блідою хребетною смугою, але з добре вираженими дорсолатеральними помарнчевими смугами з кожного боку тіла. Хвіст лише з незначним слідом темної хребетної смуги або зовсім без неї; задня половина хвоста рівномірно блідо-жовта. Вентер від білого до жовтуватого з помітним візерунком нерегулярних темних плям. Голова із симетричним візерунком із коричневих відмітин, окреслених чорними полями, які контрастують із сірим або бежевим забарвленням фону. Губи білі з темними краями. Темно-коричнева скронева смуга, окреслена чорними вкрапленнями і тягнеться від ока до заднього кінця голови.